# Kinorhyncha
Kinorhyncha là một ngành nhỏ trong động vật không xương sống sống ở biển, phổ biến là trong bùn hoặc cát ở mọi độ sâu như một phần của meiobenthos. Chúng còn được gọi là rồng bùn. Các loài hiện đại có kích thước nhỏ hơn hoặc bằng 1 mm, nhưng các loài từ kỷ Cambri có thể dài tới 4 cm.
Kể từ khi họ phát hiện ra vào năm 1841 trên bờ biển phía bắc của Pháp, gần như tất cả đều có chiều dài dưới 1 mm.

## Đặc điểm chung của ngành Rồng bùn
Ba lớp tế bào, có đối xứng hai bên và phân đoạn.
- Cơ thể có lẽ có blastocoelomate.
- Cơ thể được chia thành 13 đoạn. Sự phân đoạn phản xạ bên trong bởi sự sắp xếp của các tuyến biểu bì, cơ và hạch trên dây thần kinh.
- Ruột hoàn tất.
- Đặc biệt, với một cặp protonephridia, nhưng không có cấu trúc hệ tuần hoàn hoặc trao đổi khí.
- Nó là loài lưỡng tính.
- Các mô hình phân chi phôi chưa được hiểu rõ.

## Đặc điểm hình thái
Chúng sống từ vùng triều đến độ sâu 8000 m. Một số được biết đến từ thảm tảo ở bãi bồi, bãi cát và cửa sông nước lợ; sống trên hydroid, động vật có hậu môn trong (entoprocta) hoặc bọt biển (porifera).

## Phân loại học
Họ hàng gần nhất của chúng là các ngành Loricifera và Priapulida. Chúng cùng nhau tạo thành Scalidophora. Ngành này có 21 chi và khoảng 200 loài.
Ngành Kinorhyncha
- Lớp Cyclorhagida (Zelinka, 1896) Chitwood, 1951
  - Bộ Echinorhagata Sørensen et al., 2015
    - Họ Echinoderidae Zelinka, 1894

  - Bộ Kentrorhagata Sørensen et al., 2015
    - Họ Antygomonidae Adrianov & Malakhov, 1994
    - Họ Cateriidae[3]Gerlach, 1956
    - Họ Centroderidae[4] Zelinka, 1896
    - Họ Semnoderidae Remane, 1929
    - Họ Zelinkaderidae Higgins, 1990

  - Bộ Xenosomata Zelinka, 1907
    - Campyloderidae Remane, 1929
- Lớp Allomalorhagida Sørensen et al., 2015
  - Bộ không đề xuất
    - Họ Dracoderidae Higgins & Shirayama, 1990
    - Họ Franciscideridae Sørensen et al., 2015
    - Họ Neocentrophyidae Higgins, 1969
    - Họ Pycnophyidae Zelinka, 1986